# I’ll Remember You
I’ll Remember You ist ein Lied des hawaiianischen Singer-Songwriters Kuiokalani Lee, der besser unter seinem verkürzten Namen Kui Lee bekannt ist.

## Geschichte
Lee schrieb das Lied 1964, als bei ihm Lymphdrüsenkrebs diagnostiziert wurde, für seine Frau Nani. Lees Version des Liedes wurde 1966, im Jahr seines Ableben, sowohl auf seinem Album The Extraordinary Kui Lee als auch auf Single herausgebracht. Zuvor war es 1965 bereits auf dem Album The Don Ho Show seines Förderers Don Ho sowie auf einer Single von Andy Williams veröffentlicht worden.

## Coverversionen
1966 nahm Elvis Presley das Lied auf, das auf seinem Album Spinout erschien. Beinahe folgerichtig gehörte das Lied auch zum Repertoire der Lieder, die er für sein weltweit übertragenes Benefizkonzert Aloha from Hawaii zusammengestellt hatte, dessen Einnahmen dem Kui Lee Cancer Fund zugutekamen.
Weitere Coverversionen existieren unter anderem von Tennessee Ernie Ford auf seinem 1967 publizierten Album Aloha from Tennessee Ernie Ford und von Connie Francis auf ihrem Album Hawaii Connie, das 1968 erschien.
Eine authentische Hawaii-Version entstand noch einmal um 1990, als die unter anderem von Israel Kamakawiwoʻole mit gegründete Band Makaha Sons Of Ni`ihau das Lied auf ihrem 1991 erschienenen Album Ho'oluana publizierte. Einige der auf Hawaii auftretenden Künstler nahmen das Lied als Huldigung für das einheimische Publikum auch in ihre Konzerte auf. Neben Elvis Presley tat dies zum Beispiel auch Engelbert Humperdinck, der das Lied bei einem Konzert auf Hawaii im Jahr 2018 darbot.

## Inhalt
Das Lied beschreibt die Sehnsucht des Protagonisten nach seiner Geliebten, von der er bald getrennt sein wird: I’ll remember you long after this endless summer is gone. I'll be lonely, oh so lonely, living only to remember you. (Ich werde mich an dich erinnern, lange nachdem dieser endlose Sommer vergangen ist. Ich werde einsam sein, oh so einsam, nur in der Erinnerung an dich leben.). Im weiteren Verlauf dringt die Hoffnung auf ein künftiges Beisammensein durch und wie die Zeit bis dahin überbrückt werden kann: To your arms someday I'll return to stay. Till then I'll remember too every bright star we may wish us upon. (Eines Tages kehre ich in deine Arme zurück, um dort zu bleiben. Bis dahin werde ich auch an jeden hellen Stern denken, auf den wir uns gewünscht haben.).

## Songtext
- Songtext bei musikguru.de